# Мар’їна (Архангельська область)
Мар’їна (рос. Марьина) — присілок в Пінезькому районі Архангельської області Російської Федерації.
Населення становить 51 особу. Входить до складу муніципального утворення Карпогорське муніципальне утворення.

## Історія
Від 1937 року належить до Архангельської області.
Орган місцевого самоврядування від 2004 року — Карпогорське муніципальне утворення.

## Населення
| 2002 | 2010 | 2012 |
| ---- | ---- | ---- |
| 58   | ↘46  | ↗51  |